# Flèche Wallone
1. REDIRECTLa Flèche Wallonne